# Jörg Huffschmid
Jörg Huffschmid (Colònia, 19 de febrer de 1940 – Bremen, 5 de desembre de 2009) fou un economista alemany.
Va dirigir l'Institut d'Economia Europea, Política Econòmica i Social de la Universitat de Bremen (Institut für Europäische Wirtschaft, Wirtschafts- und Gesellschaftspolitik) fins al 2005 i fou cofundador del Grup de Treball per una Política Econòmica Alternativa (Arbeitsgruppe Alternative Wirtschaftspolitik) o Grup Memorandum.
Ideològicament fou influenciat per Karl Marx, John Maynard Keynes i James Tobin.

## Biografia
Entre 1959 i 1963 va estudiar filosofia i economia a la Universitat de Friburg de Brisgòvia, a la Universitat de Paris, i a la Universitat Lliure de Berlín (Freie Universität Berlin), on es va llicenciar en Estudis de Ciències Econòmiques.
El 1967 es va doctorar en ciències econòmiques i socials, amb la seva tesi Die Stellung der Daten als Methodenproblem der Sozialwissenschaften (La presentació de les dades com a problema metòdic de les ciències socials).
El 1973 va esdevenir catedràtic d'Economia Política i Política Econòmica de la Universitat de Bremen. Es va especialitzar en els camps d'integració europea, mercats financers, concentració d'empreses i economia i conversió armamentística.
Juntament amb altres economistes, el 1975 va fundar el Grup de Treball per una Política Econòmica Alternativa (Arbeitsgruppe Alternative Wirtschaftspolitik), conegut també com a Grup Memorandum.
Entre 1983 i 1989 fou membre del consell econòmic de l'Institut d'Estudis i Recerca Marxista (Institut für Marxistische Studien und Forschungen, IMSF), una institució molt pròxima al Partit Comunista Alemany (Deutsche Kommunistische Partei, DKP).
A partir de 1984 va esdevenir també membre executiu del Partit Comunista Alemany (DKP), càrrec que va exercir durant diversos anys.
Fou un destacat impulsor de la creació, el 1995, del grup de treball European Economists for an Alternative Economic Policy in Europe, juntament amb altres economistes com Miren Etxezarreta (Universitat Autònoma de Barcelona), John Grahl (Metropolitan University of London) o Jacques Mazier (Universitat de Paris Nord, França). El grup també es coneix com a Grup EuroMemorandum.
Des de l'1 de març de 2005 fou Catedràtic Emèrit de la Universitat de Bremen.

## Trajectòria professional i influència
L'any 2000 Huffschmid va esdevenir membre de la comissió del Bundestag "Globalisierung der Weltwirtschaft – Herausforderungen und Antworten" (Globalització i Economia Mundial – Reptes i Respostes).
Fou coeditor de la revista mensual alemanya Blätter für deutsche und internationale Politik (Fulls de política alemanya i internacional, també simplement coneguda com a Blätter).
Fou membre del consell de la fundació Wissenschaft und Frieden, der Bremischen Stiftung für Rüstungskonversion (Ciència i Pau, la Fundació de Bremen per la conversió armamentística), de la revista mensual alemanya Z. Zeitschrift Marxistische Erneuerung (Z. Revista de Renovació Marxista, també simplement coneguda com a Z) i del moviment internacional Attac.
Huffschmid fou redactor del memoràndum anual del Grup de Treball per una Política Econòmica Alternativa.
Diversos dels seus estudiants de la universitat es van implicar desicivament en la fundació d'Attac a Alemanya. Un d'ells és el diputat europeu Sven Giegold, del partit alemany Els Verds.
El 2011, per primer cop es va entregar el premi Jörg-Huffschmid, en memòria al treball científic i a la implicació social i política de l'economista alemany. Són responsables de l'entrega del premi el Grup de Treball per una Política Econòmica Alternativa, Attac i el Consell Econòmic d'Attac, el Grup EuroMemo i la Fundació Rosa-Luxemburg. El primer premi va ser entregat a Nicola Liebert i el següent premi s'entregarà el 2013.

## Publicacions (selecció)
- Die Politik des Kapitals. Konzentration und Wirtschaftspolitik in der Bundesrepublik. Editorial Suhrkamp, 1969, ISBN 3-518-10313-X.
- Politische Ökonomie der Finanzmärkte. Primera edició, 1999; edició ampliada i actualitzad, a 2002. Editorial Hamburg, ISBN 3-87975-863-8.
- Gegen die Markt-Orthodoxie. Perspektiven einer demokratischen und solidarischen Wirtschaft. Festschrift zum 60. Geburtstag von Rudolf Hickel. (juntament amb Heiner Heseler i Norbert Reuter), Editorial VSA, 2002, ISBN 3-87975-844-1.
- Öffentliche Finanzen gerecht gestalten! (amb Dieter Eißel) (Attac-Basistexte, 10) Editorial VSA, 2004, ISBN 3-89965-070-0.
- Was ist Globalisierung? (Attac-Basistexte, 14) Editorial VSA, 2004, ISBN 3-89965-105-7.
- Die Privatisierung der Welt. Hintergründe, Folgen, Gegenstrategien. Reader des wissenschaftlichen Beirats von Attac. (Editor), Editorial VSA, 2004, ISBN 3-89965-109-X.
- Rudolf Hickel i Axel Troost (Editors): Kapitalismuskritik heute. Zeitdiagnosen: Vom staatsmonopolistischen Kapitalismus zum finanzmarktgetriebenen Kapitalismus. Editorial VSA, Hamburg 2010, ISBN 978-3-89965-396-0.